# Ferme de Mellemont
La ferme de Mellemont, est une vaste et riche ferme qui se situe dans le village de Thorembais-les-Beguines, commune de Perwez en Brabant wallon, en Belgique. Elle est d'origine abbatiale et selon une chronique de l'abbaye de Villers-la-Ville elle a été fondée en 1153 sur des terres appartenant à Evrard de Herbais. Son existence pourrait toutefois être plus ancienne encore.

## Histoire et Architecture
Les bâtiments disposés en quadrilatère sont blanchis et entourés d'une enceinte. Ils ont été étendus au XVIIe siècle et XVIIIe siècle et encore remaniés durant les siècles suivants. Ils souffrirent des périodes de guerre et des incendies : le prieuré, qui datait de 1336, fut endommagé pendant la guerre 1914-1918 et démoli après 1918. La grange a été restaurée en 1891 des dégâts provoqués par un incendie en 1881.  
Le porche d'accès (milieu du XVIIIe siècle) est impressionnant par sa taille. La pierre bleue est peinte de noir. Son toit pyramidal est surmonté d'un petit bulbe élancé. Il est couronné d'une niche baroque garnie d'une statuette tardive. Au-dessus du porche, un colombier. Le colombier est un  apanage de la ferme seigneuriale. Le "droit de colombier" était règlementé, de longue date, en faveur de personnes qui cultivent suffisamment de terres pour nourrir leurs couples de pigeons, sans déprédation sur le champ d'autrui. Le nombre d'ouvertures du colombier était fonction du nombre d'hectares exploités par les fermiers. Le nombre d'ouvertures de celui de la Ferme de Mellemont disposés à l'arrière et à l'avant du porche démontre la grande étendue du domaine.  
Le logis du maître de grange a été profondément remanié  au XIXe siècle et XXe siècle.
À gauche en entrant dans la cour, une remise à chariots datée de 1750 s'ouvre par cinq portes en pierre bleue en anse de panier dont une est murée.
Une des deux importantes granges est millésimée de 1687 par des belles ancres. C'est une grange monumentale en long. La grange en long  dispose toujours aux pignons de portails qui jouent le rôle d'entrée et de sortie de chaque côté du bâtiment; alors que la grange en large  n'a souvent qu'une seule entrée donnant dans la cour. 
À l'extérieur, dans les murs de l'enceinte terminés par un pavillon d'angle carré et coiffé d'une tourette de vigie, un chemin de croix académique sur toile, le long de l'allée de peuplier.   

Depuis le 21 janvier 1995 la ferme est classée : pour la totalité des deux granges, le porche le chartil sud-est, les puits et étables, les quatre travées ouest des étables, ainsi que les murs d'enceinte, les pavés de la cour, les façades et toitures des autres bâtiments à l'exception des quatre annexes modernes ainsi que l'ensemble formé par la Ferme de Mellemont, le cours du ruisseau Thorembais, les alignements de peupliers et la plaine agricole. Une zone de protection de la plaine au sud et sud-est de la Ferme de Mellemont, y compris la ferme de Cocquiamont est établie par arrêté.
Le porche de la ferme a encore fait l'objet d'une restauration à l'été 2013.
Depuis quelques années un vignoble a été planté avec succès sur le Domaine de la Ferme de Mellemont à Thorembais-les-Beguines.

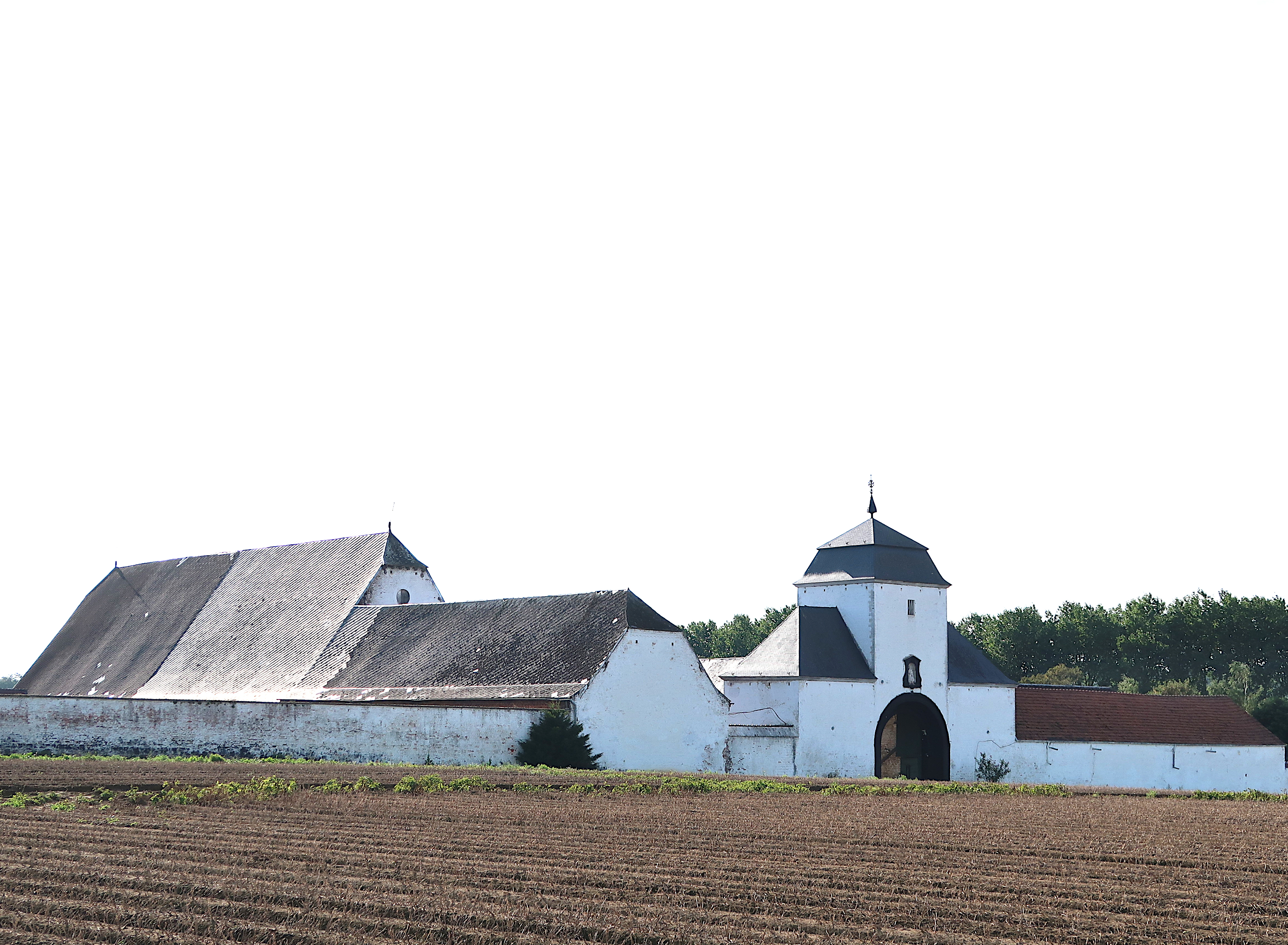
Ferme de Mellemont
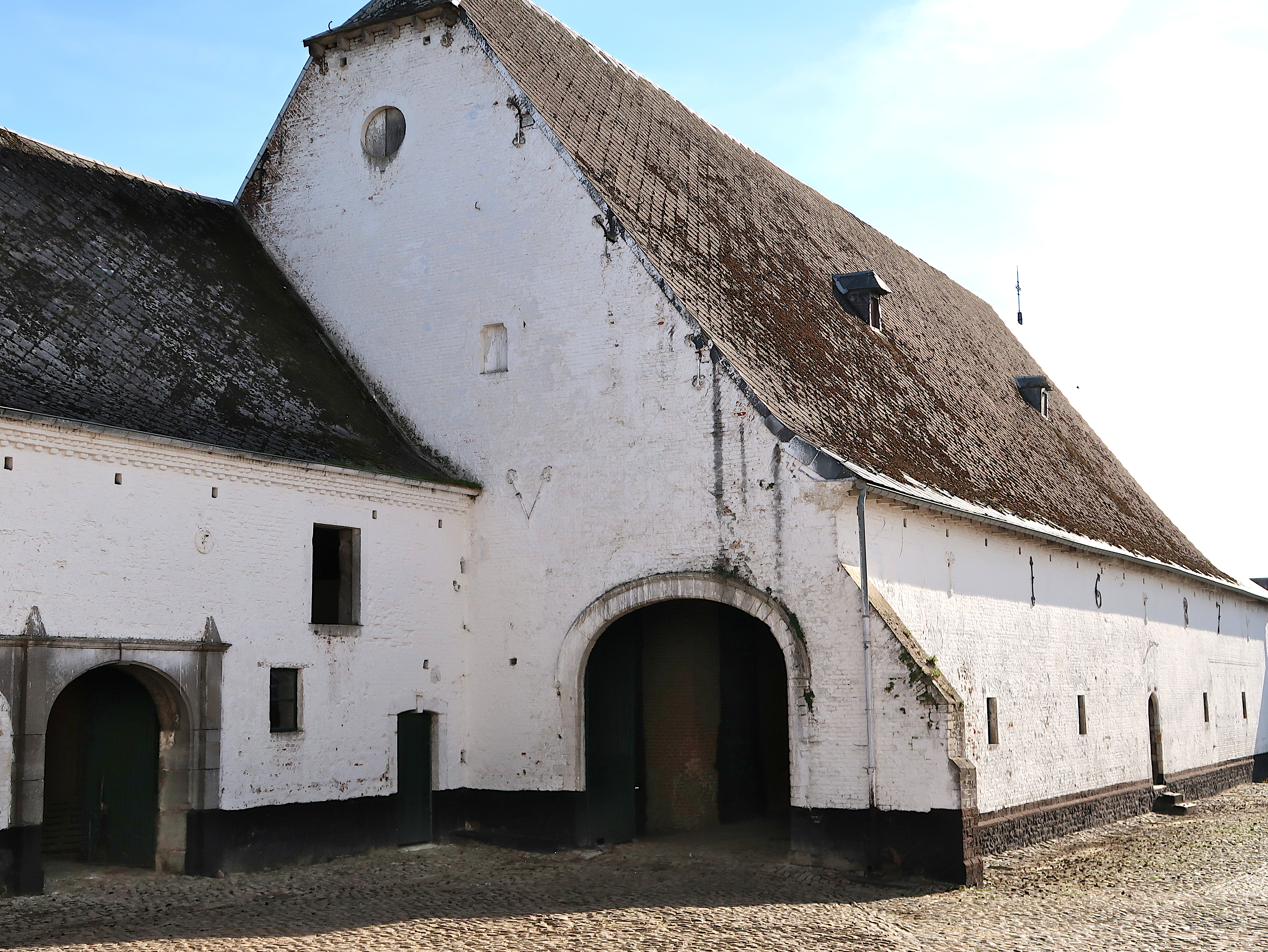
La grange de 1687,
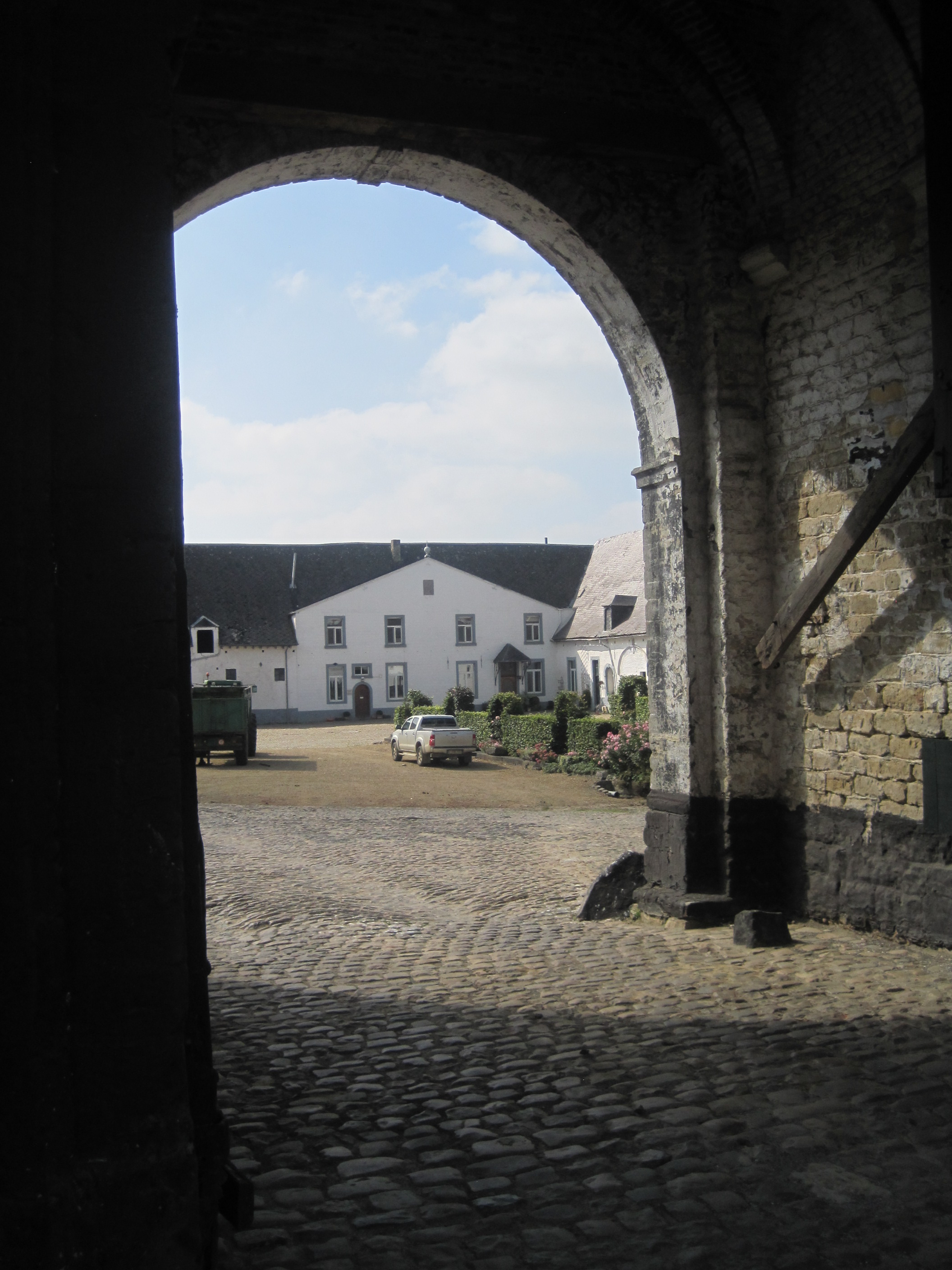
vue du logis, Ferme de Mellemont
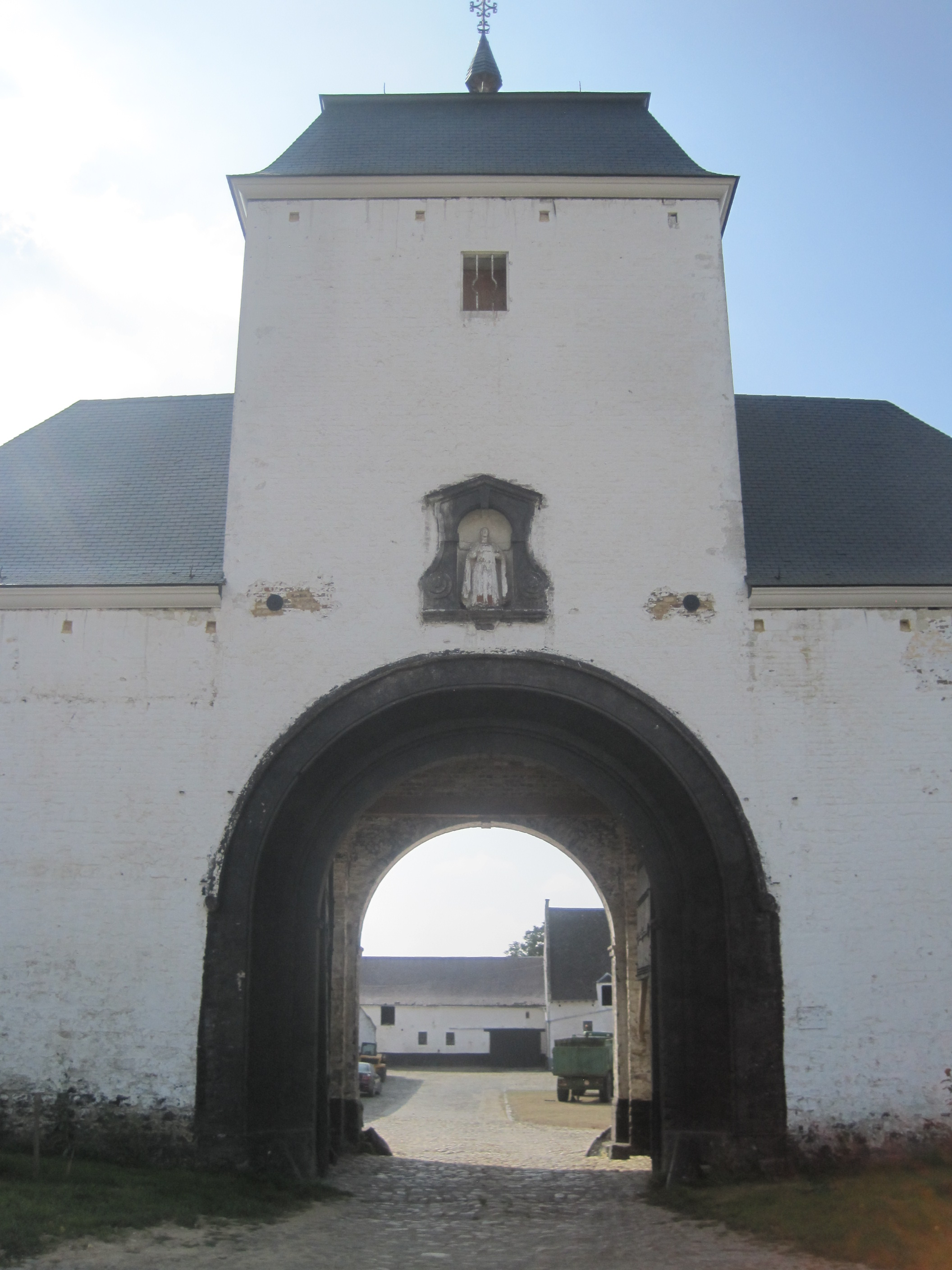
le porche
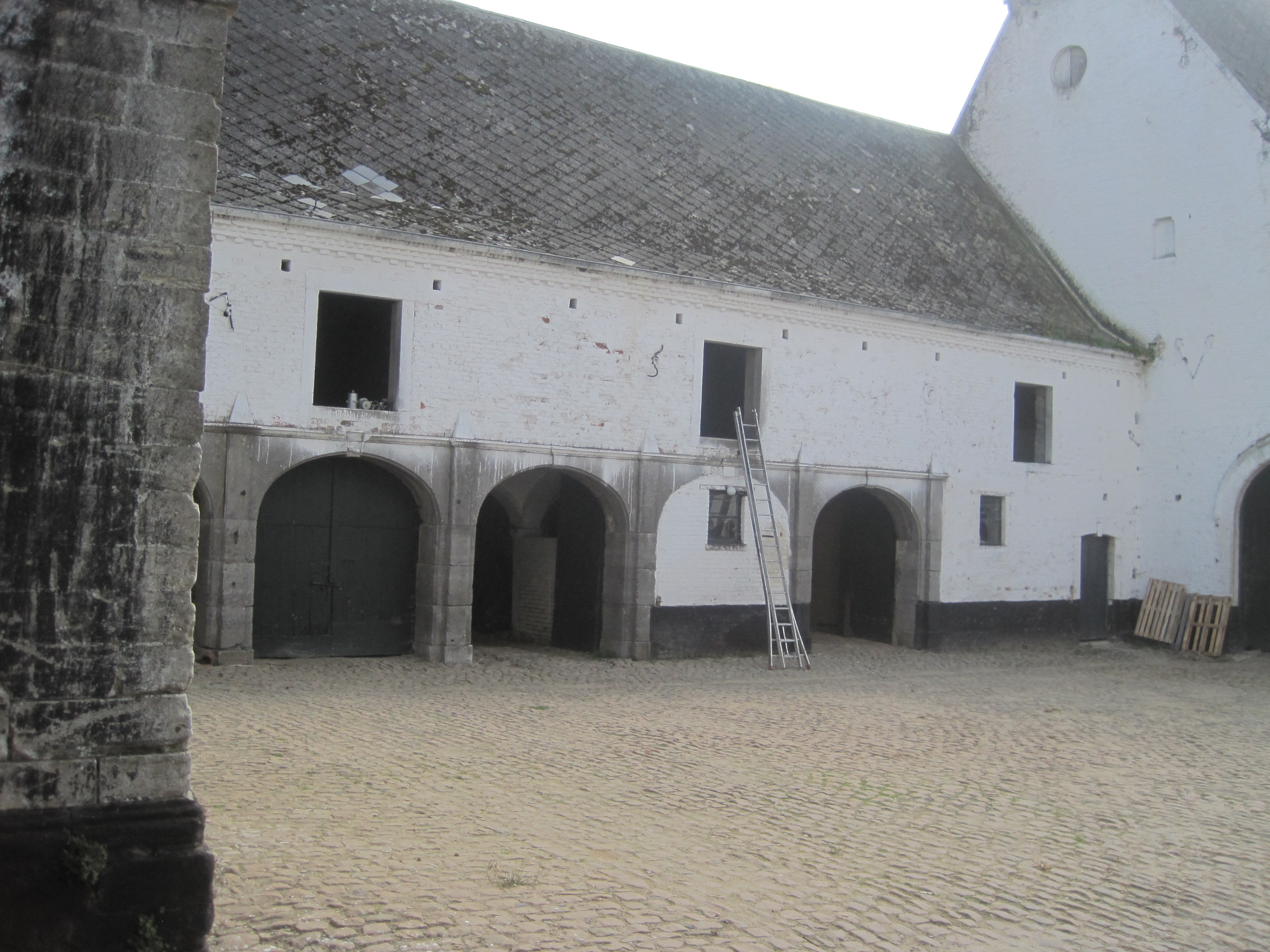
remises à chariots.
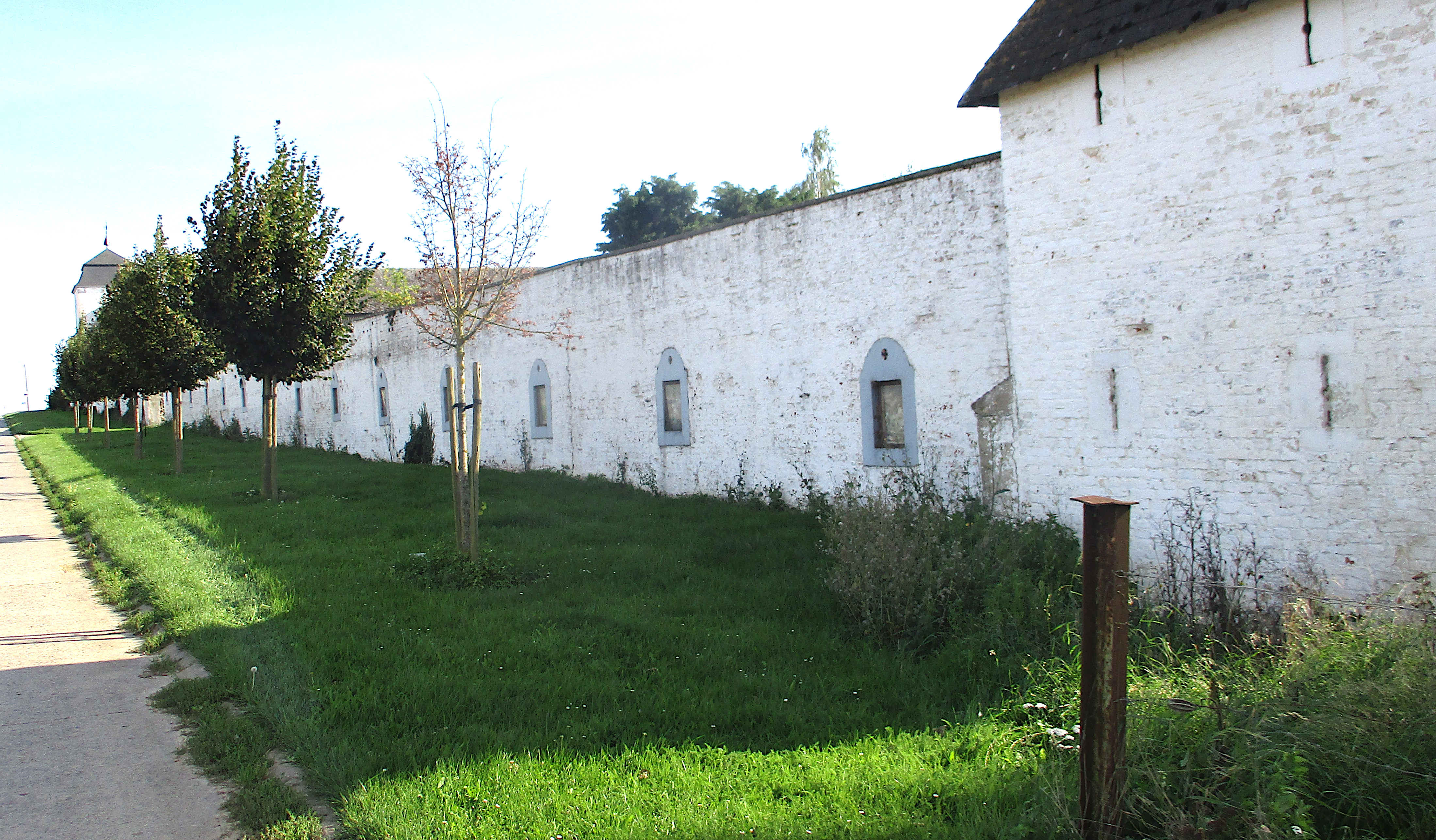
Chemin de croix dans la muraille de la ferme
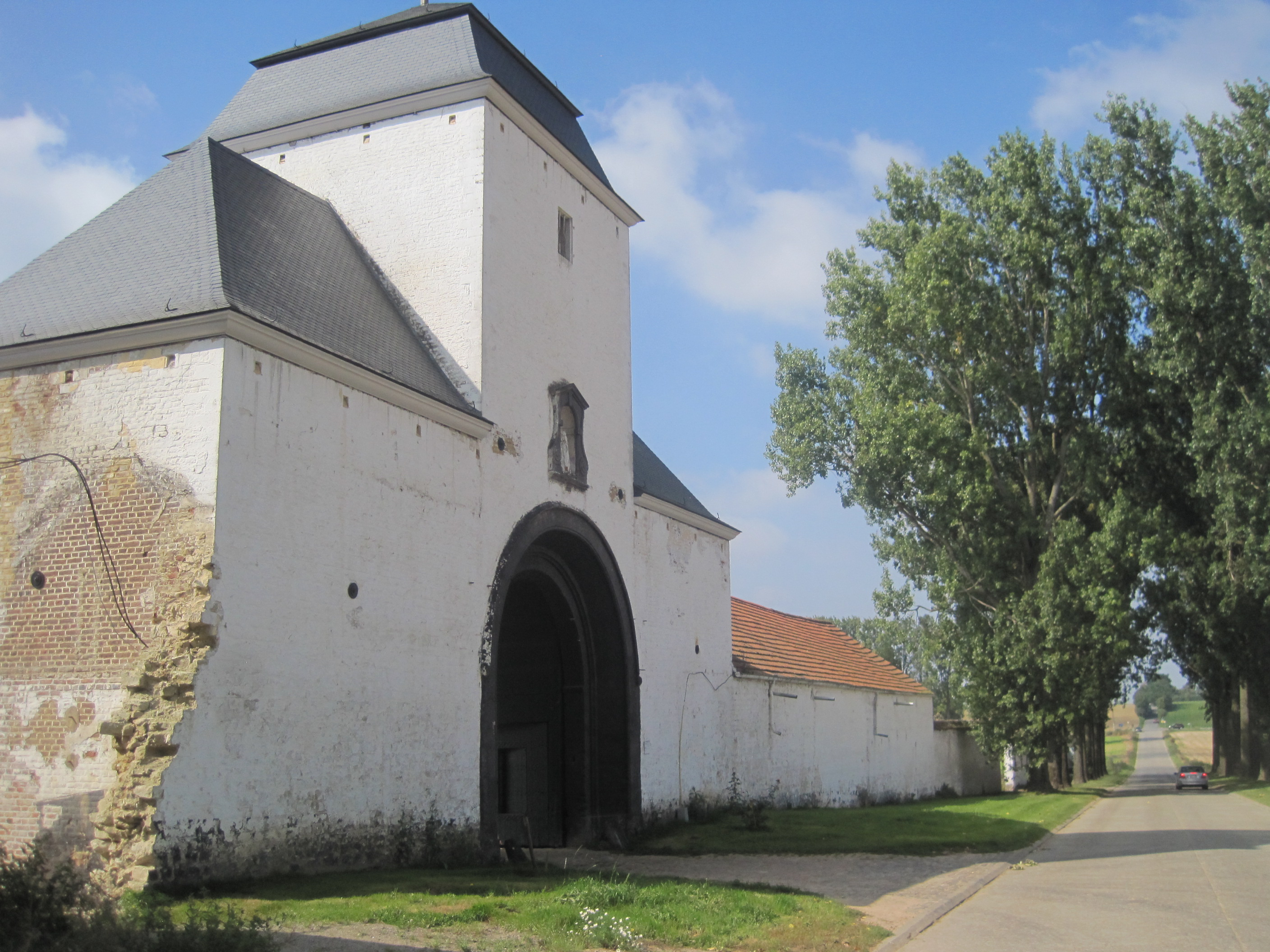
le porche vue de côté et allée plantée